# Rebecca Walker
Rebecca Walker (Jackson (Mississippi), 17 november 1969) is een Amerikaanse feministe en auteur. Time noemde haar als een van de 50 mogelijke toekomstige leiders van Amerika.

## Jeugd
Walker werd geboren als Rebecca Leventhal in Jackson in de staat Mississippi, als dochter van Alice Walker, de Afrikaans-Amerikaanse auteur van The Color Purple, en Mel Leventhal, een Joods-Amerikaanse advocaat. Na de scheiding van haar ouders bracht ze haar kindertijd iedere twee jaar afwisselend door in haar vaders voornamelijk joodse gedeelte van New York en haar moeders voornamelijk Afrikaans-Amerikaanse omgeving in San Francisco, waar ze The Urban School of San Francisco bezocht. Op haar achttiende besloot ze haar achternaam te veranderen van Leventhal naar Walker, de geboortenaam van haar moeder, ook een feministe. Rebecca Walker groeide op in het New Yorkse stadsdeel The Bronx.

## Opleiding en carrière
Na cum laude te zijn afgestudeerd aan de Yale-universiteit in 1992, richtte ze de Third Wave Foundation mede op, een non-profitorganisatie gericht op het aanmoedigen van jonge vrouwen actief te worden en leiderschapsposities te verwerven. In het eerste jaar initieerde de organisatie een campagne om 20.000 nieuwe kiezers te registreren over heel Amerika. De organisatie geeft nu subsidies aan individuen en projecten die jonge vrouwen ondersteunen. Walker wordt beschouwd als een van de leiders in de voorhoede van de Derde feministische golf.
Walker was vele jaren een medewerker van Ms. magazine. Haar werk is verschenen in een aantal tijdschriften, waaronder Harper's, Essence, Glamour, Interview, Buddhadharma, Vibe, Child en Mademoiselle. Ze verscheen op CNN en MTV, en in The New York Times, Chicago Times, Esquire en Shambhala Sun. Ze speelde ook een rol in de film Primary Colors.

## Relatie moeder-dochter
Moeder Alice zag het moederschap als een soort slavernij en vanaf haar dertiende jaar moest Rebecca voor zichzelf zorgen. Haar moeder zette alles opzij voor de politiek en het feminisme, zo toont de documentaire Beauty in Truth (2013) aan. Rebecca: Ik stond erg laag op haar prioriteitenlijstje - na werk, politieke integriteit, zelfontplooiing, vriendschap, spiritualiteit, roem en reizen. Na Rebecca's zwangerschap onterfde haar moeder haar en verbrak ze het contact met haar dochter per brief.

## Boeken
- To be Real: Telling the Truth and Changing the Face of Feminism (1996) (Redacteur)
- Black, White and Jewish: Autobiography of a Shifting Self (2000)
- What Makes A Man: 22 Writers Imagine The Future (2004) (Redacteur)
- Baby Love: Choosing Motherhood After a Lifetime of Ambivalence (2007)